# Cecilia Guadiana Mandujano
Cecilia Guadalupe Guadiana Mandujano (22 de noviembre de 1994; Laredo, Texas, Estados Unidos) es una abogada, empresaria y política mexicana afiliada a Morena.

## Biografía
Nació el 22 de noviembre de 1994 en la ciudad de Laredo, Texas, Estados Unidos. Hija del empresario y político coahuilense Armando Guadiana Tijerina y de la también empresaria María Guadalupe Mandujano Flores.
Realizó sus estudios de Licenciatura en Derecho y Finanzas en el Instituto Tecnológico y de Estudios Superiores de Monterrey.

## Trayectoria política
Fue postulada como candidata a senadora por el estado de Coahuila en segunda fórmula junto a Luis Fernando Salazar Fernández por la coalición Sigamos Haciendo Historia en las elecciones federales de México de 2024, en las cuales obtuvo el 47.63 % de los votos emitidos, logrando así el triunfo por el principio de mayoría relativa.
Tomó posesión del cargo de senadora de la República el 1 de septiembre de 2024. 